# Uvala Stara Novalja
Uvala Stara Novalja este o arie protejată (sit de importanță comunitară — SCI) din Croația întinsă pe o suprafață de 285,6 ha, integral marine.

## Localizare
Centrul sitului Uvala Stara Novalja este situat la coordonatele 44°35′09″N 14°52′33″E / 44.585863°N 14.875839°E.

## Înființare
Situl Uvala Stara Novalja a fost declarat sit de importanță comunitară în iulie 2013 pentru a proteja un număr necunoscut de specii din flora spontană și fauna sălbatică aflate în arealul zonei.

## Biodiversitate
Situată în ecoregiunea marină mediteraneană, aria protejată conține 2 habitate naturale: Bancuri de nisip acoperite în permanență slab de apă marină, Terase mlăștinoase și terase nisipoase neacoperite de apă la reflux.
La baza desemnării sitului se află un număr nedeclarat de specii protejate.